# Jules Wabbes
 (novembre 2012).
Pour les articles homonymes, voir Wabbes.

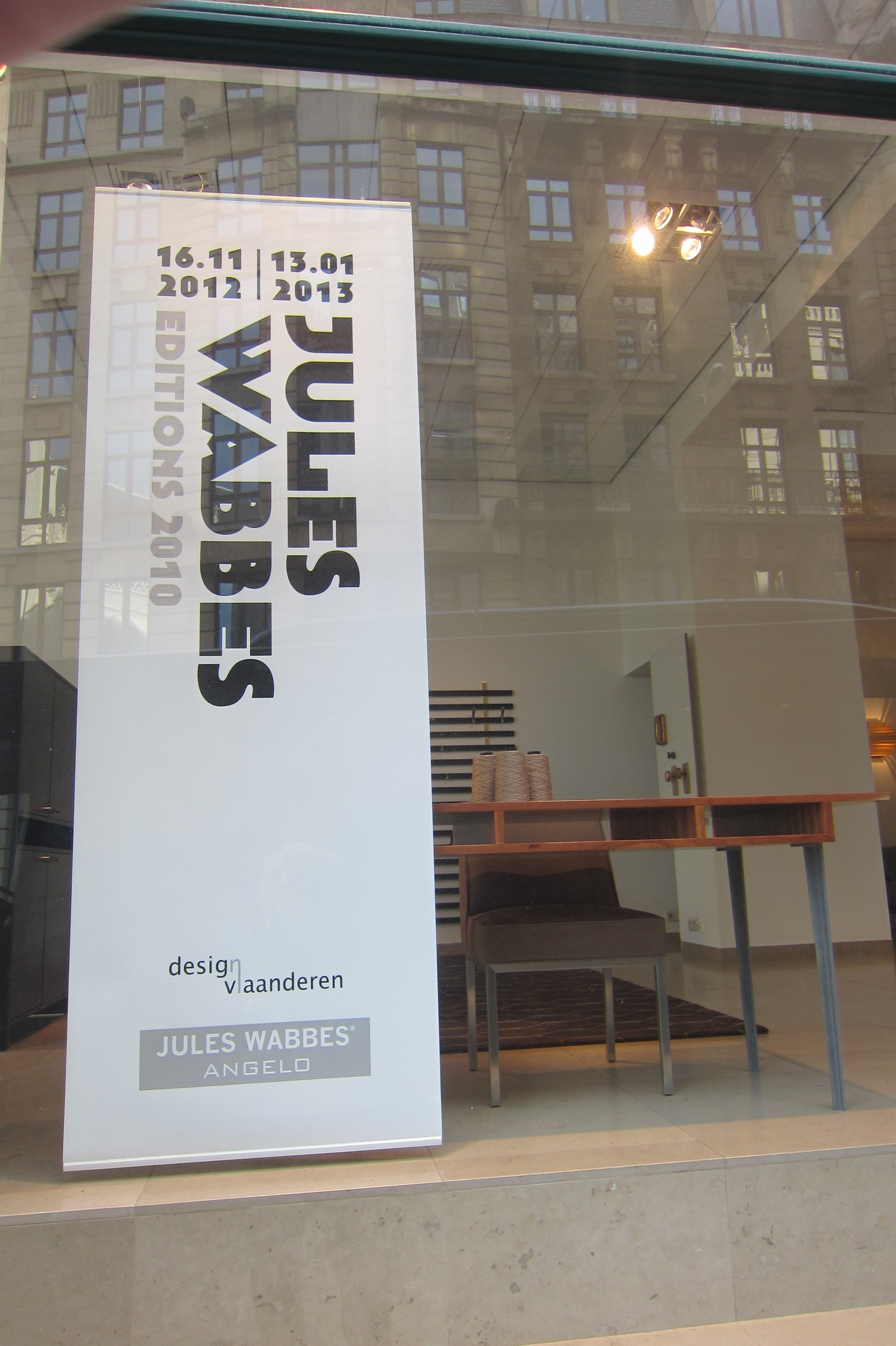
2012-2013 Palais des beaux-arts de Bruxelles : Exposition Jules Wabbes avec meuble Gérard Philipe.

Jules Jean Sylvain Wabbes, ou J.J.Wabbes, né le 18 mars 1919 à Saint-Gilles (Bruxelles), mort le 29 janvier 1974, est un designer belge.

## Biographie

### Enfance
Jules Wabbes était le fils de Henri, Justin, Gommaire Wabbes, né à Malines en 1874 et mort à Londerzeel en 1959, droguiste en pharmacie à Bruxelles. Sa mère était Rachel Pintens, née à Londerzeel en 1890 et décédée à Ixelles en 1946.
La famille est originaire de Malines. Ils sont traditionnellement mariniers (bateliers) et marchands de bois. Ce sont des bourgeois simples, travailleurs. Le parrain de Jules est son oncle, Philip Wabbes, qui fut curé de Saint-Léonard (Anvers) dans la province d’Anvers, amateur d’art et historien de sa paroisse . Il a établi la généalogie de la famille de façon détaillée en remontant jusqu’au XVIIe siècle.

### Formation
Jules Wabbes se montre peu assidu pendant sa scolarité. Il commence tôt à chiner dans les marchés aux puces. Il quitte l’école à l'âge de seize ans pour faire son apprentissage comme photographe portraitiste à Bruxelles, chez Stone puis chez Alban. En 1937, il s’installe un atelier de photographe au 97 de la chaussée de Charleroi à Bruxelles, dans la droguerie de son père. Il photographie les gens aux champs de courses, dans les clubs privés et les fêtes. Le 15 septembre 1938, Jules Wabbes commence son service militaire dans le 3e régiment aéronautique, régiment de reconnaissance d'armée et de bombardement léger, entièrement basé à Evere . En mai 1940, il est mobilisé. De mai à juin 1940 a lieu l'invasion nazie des Pays-Bas, de la Belgique, du Luxembourg et de la France. Le 18 août 1940, il est à Pompignan (Gard) et est démobilisé. Durant la Seconde Guerre mondiale, il rejoint les Comédiens routiers belges, une troupe issue d’un mouvement scout laïque. Il est figurant et est chargé de l’intendance, de trouver chaque jour un logement et des vivres. Il se lie alors avec Jacques Huisman qui fondera après la guerre le Théâtre national de Belgique et avec Louise Carrey comédienne et musicienne, femme du peintre abstrait Georges Carrey.

### Débuts
À la fin de la Seconde Guerre mondiale, Jules Wabbes ouvre un magasin d’antiquités et d’objets anciens avec Louise Carrey. Jules Wabbes a le don de trouver des objets qui n’intéressent plus personne et de les mettre en valeur. Peu à peu, les clients demandent des conseils de décoration. Wabbes commence à faire des aménagements avec des meubles anciens ou des meubles créés avec des matériaux de récupération, panneaux de lits, balcons en fer forgé. Il ouvre un atelier de restauration et s’initie aux techniques constructives des meubles anciens. Ses amis peintres et artistes le poussent à créer du neuf.

### Vie privée
Le 3 février 1960, Jules Wabbes se marie en secondes noces avec la dessinatrice et l’auteur de livres pour enfants connue sous le nom de Marie Wabbes. Le couple a quatre enfants, Sylvie, Marie, Julie et Henri. En 1965, ils s’installent à la campagne dans un petit village du Brabant wallon, Maransart [réf. à confirmer], dans une maison du XIXe siècle. La maison aménagée petit à petit par Jules Wabbes avec des objets anciens qu’il avait collectionnés est conservée .

### Carrière académique
En 1971, Jules Wabbes devient professeur à l’Institut Saint-Luc à Bruxelles. Il donne cours aux étudiants en architecture.

### Distinction
Jules Wabbes a été fait le 8 avril 1965 chevalier de l'ordre de la Couronne (Belgique).

## Principaux travaux

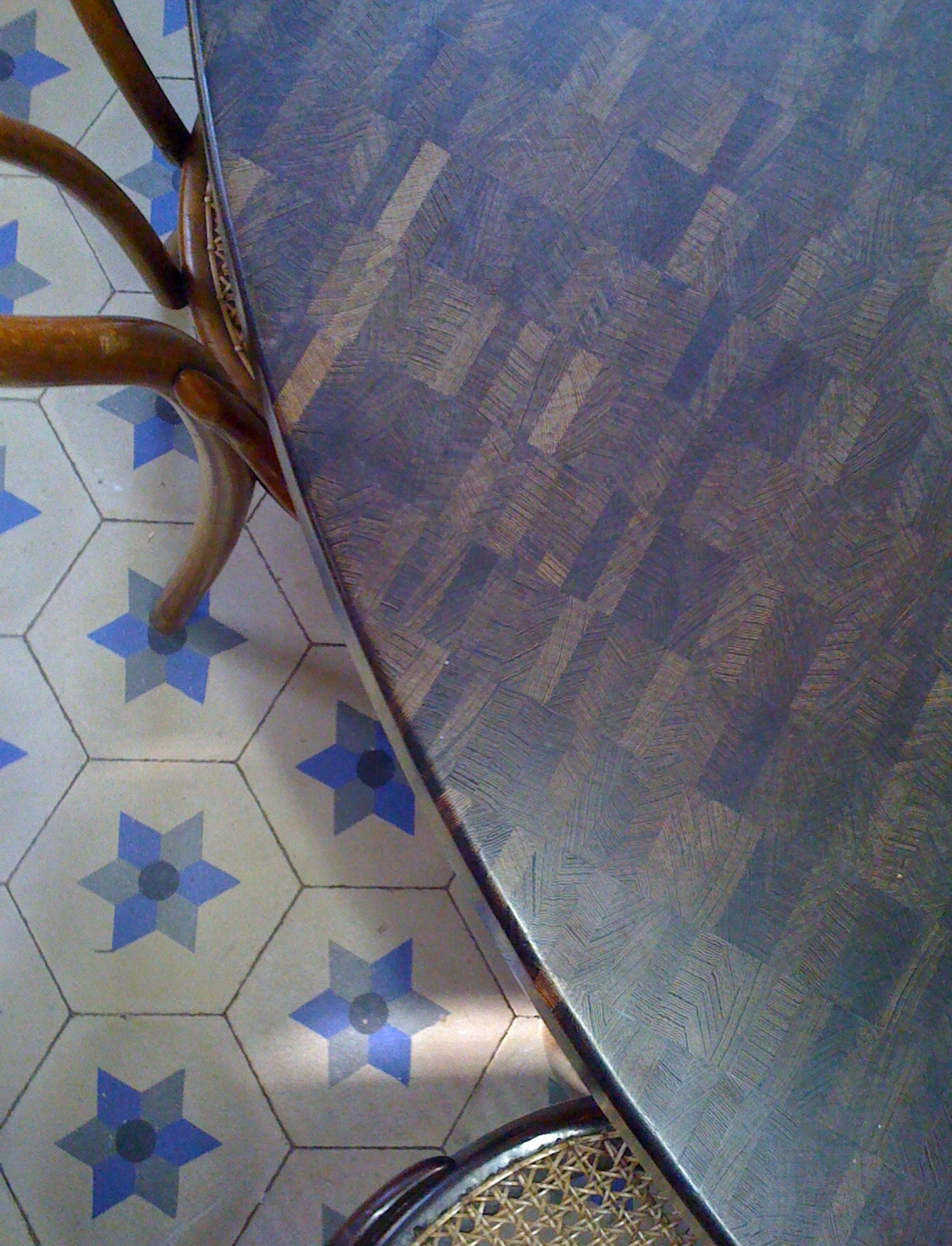
Détail d'une table en bois de bout.

Jules Wabbes s’est spécialisé dans l’aménagement de bureaux et d’entreprises. Il a également aménagé des bateaux, des habitations privées et des logements pour étudiants.

### Années 1950
- 1951 : Jules Wabbes crée à Bruxelles au 34 rue de la Pépinière un Bureau d’études d’architecture et de design industriel. Il s’associe avec l’architecte André Jacqmain. Les premiers travaux sont des aménagements de magasins et du parachèvement.
- 1952 : Premiers meubles à lattes. Jules Wabbes souhaite utiliser un matériau durable. Il choisit le bois massif qui se fend et craque s’il n’est pas habilement exploité. Wabbes crée des panneaux lattés constitués de lattes calibrées mécaniquement et assemblés à queues droites. Elles sont collées sans clou ni vis, selon une technique traditionnelle utilisée dans la construction, mais adaptée ici à un outillage moderne (raboteuses, presses). En ébénisterie, (fr) l'assemblage à queue droite remplace l’assemblage à queue d'aronde qui est réservé principalement à la construction de tiroirs soignés, de petits coffres ou de casiers. Wabbes exploite les qualités décoratives des assemblages apparents. À partir du casier, il crée toute une gamme de meubles, tables, bibliothèques, commodes.
- 1954 : Jules Wabbes est choisi comme designer industriel par la Sabena pour étudier l'agencement des cabines d’avion. Il est chargé de sélectionner les coloris, les matières pour décorer les cabines des avions Convair et Douglas ((en) DC-6B puis (en) DC-7C). Wabbes travaille avec les ingénieurs de la Sabena. Il est envoyé en Californie à Santa Monica aux usines de Douglas Aircraft Company et à San Diego chez Convair.
Le bureau du 34 rue de la Pépinière est absorbé par un projet ambitieux : la construction et le parachèvement d’un immeuble administratif, le Fonds Colonial des Invalidités (Foncolin). L’immeuble, situé à l’angle de la rue du Commerce et de la rue Montoyer, inauguré en 1959 est entièrement meublé par Jules Wabbes qui suit toutes les phases de la construction avec André Jacqmain, Victor Mulpas et Jacques Boccard.
- 1955 : Wabbes rencontre en octobre Philip Johnson, le théoricien et l’apôtre du Style International avant de devenir un chef de file du post-modernisme.
- 1957 : XIe Triennale de Milan, médaille d’argent pour ses meubles à lattes : bibliothèque, table « Gérard Philipe »[7], bureau et lampe[8]
Pour assurer une production régulière et une meilleure diffusion de ses modèles, Jules Wabbes crée le 13 août sa propre société d'édition baptisée Le Mobilier Universel [9].
- 1959 : Aménage la nouvelle ambassade des États-Unis construite à La Haye par Marcel Breuer. Jules Wabbes travaille pour le Département d’État à Washington. Pour meubler l’ambassade, il est chargé de fabriquer en Belgique les meubles du designer Edward Wormley [10] édités aux États-Unis par la société Dunbar (Berne, Indiana). Les meubles Wabbes sont également agréés par Foreign Building Office (FBO). Il sera chargé de l’aménagement complet avec ses modèles de l’ambassade des États-Unis à Rabat (1959-60) puis à Dakar.

### Années 1960
- 1960 : XIIe Triennale de Milan, médaille d’or et médaille d’argent pour son mobilier scolaire en bois galbé[11]. À Bruxelles et en collaboration avec André Jacqmain et Victor Mulpas, Wabbes réalise l'aménagement intérieur de la grande salle et du foyer du Théâtre National de Belgique construit par Jacques Cuisinier (travaux poursuivis en 1961).
- 1961 : À Bruxelles, il fournit le mobilier pour le cabinet du premier ministre et pour le Ministère des Affaires étrangères. À Munich, lors de la Foire internationale du meuble, Die Wohnung International, il reçoit un diplôme d'honneur pour la présentation lors d'une compétition de 16 pays participants. À Port-au-Prince et Tanger, mobilier pour l'ambassade des États-Unis.
- 1963 : À Bruxelles dans la Galerie Louise, Wabbes reçoit le premier prix du Bois pour l'aménagement d'un bar, le Drugstore Louise.
- 1963-1964 : À Tamise (Belgique), Wabbes travaille pour les chantiers navals J. Boel et Fils. Utilisation de multiplex à l'exclusion de tout autre matériau, créant une économie de main-d'œuvre et une facilité d'ajustage. Aménagement du salon de l'armateur sur le Patignies[12] ; couchettes pour le car-ferry Reine Fabiola [13]; classe sur le bateau-école des Cadets Eeklo.
- 1965 : À Bruxelles, dans le quartier de l'avenue Louise, il aménage un pied-à-terre pour un propriétaire privé. À Zeebruges, il conçoit et réalise l'appartement pour le roi et la reine des Belges sur le navire Godetia, de la Force Navale, avec les chantiers navals J. Boel et Fils à Tamise.
- 1966-1968 : Chaussée de La Hulpe à Bruxelles, il aménage les locaux de direction du siège social de Glaverbel (aujourd'hui AGC Glass Europe), dont les architectes sont Renaat Braem, André Jacqmain, Pierre Guillissen et Victor Mulpas.
- 1968 : À Bruxelles, pour le Crédit Communal de Belgique, Wabbes réalise l'aménagement de l'étage de direction du siège de la société.
- 1969 : À Knokke-le-Zoute, Noordhinder, digue de Mer no 821-822, Wabbes travaille à l'aménagement d'une villa jumelée construite par Henry van de Velde (1930-31). Il crée également General Decoration [14], société destinée à fabriquer et diffuser ses modèles de lampes et ses accessoires en métal[15]. Il cherche à allier solidité et esthétique [16].

### Années 1970
- 1970 : Wabbes crée un grand lustre hexagonal pour le restaurant du Pavillon de la Belgique[17] conçu par André Jacqmain pour l'Exposition universelle de 1970 à Osaka, qui a grand succès[18]. Pour l'entreprise Royale Belge [19], il fournit le mobilier et aménage les salles de réunion et les bureaux de direction, architectes Pierre Dufau et René Stapels.
- 1971-1973 : À Bruxelles, pour le siège de la Société Générale de Banque construit par les architectes Hugo Van Kuyck, Pierre Guillissen, Christian Housiaux [20], Wabbes est nommé conseiller pour l'aménagement des nouveaux bâtiments. Son travail couvre l'aménagement de la salle des guichets, de la salle des coffres, des halls des ascenseurs et des étages de direction.
- La nouvelle Université Catholique de Louvain francophone établie à Louvain-la-Neuve (Belgique) offre plusieurs projets à Wabbes. Pour l'Ancienne bibliothèque des Sciences (Louvain-la-Neuve) construite par André Jacqmain et l'Atelier de Genval, il réalise l'aménagement complet. Il travaille aussi pour les bureaux du recteur et de l'administrateur. Mais surtout il étudie, conçoit et meuble 400 logements (chambres et studios) pour étudiants construits par différents architectes, dont Émile José Fettweis, Simone Guillissen-Hoa, Lemaître, Jean Vancoppenolle[21], Coulon et Noterman, et Pierre Humblet.